# Kolárovice
Kolárovice (in ungherese Kolaróc, in tedesco Heinrichsdorf) è un comune della Slovacchia facente parte del distretto di Bytča, nella regione di Žilina.

## Storia
La cittadina è citata per la prima volta nel 1312 (con il nome di Henrici Villa) quando venne fondata dal cavaliere di origine germanica Heinrich che qui condusse dei coloni. Nel 1469 passò ai Signori di Hričov e poi alla città di Bytča.